# Groupe spécial de garde républicaine mobile

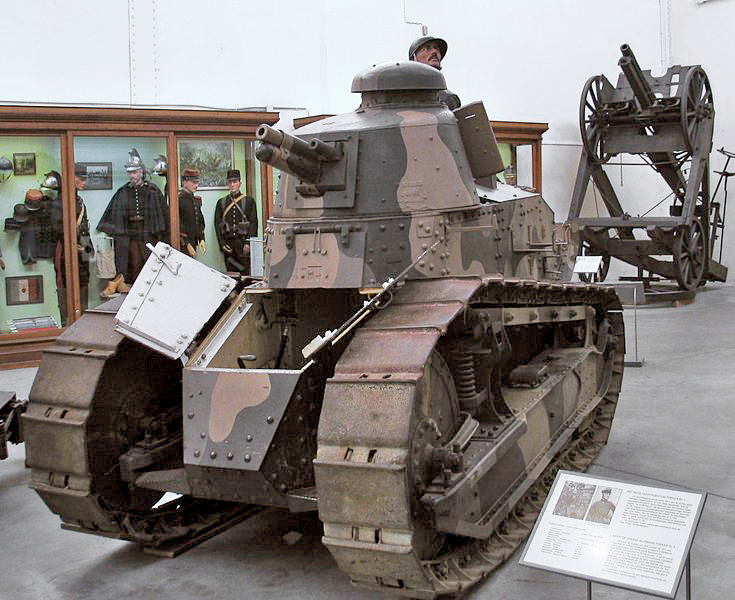
Char Renault FT

Le Groupe spécial de garde républicaine mobile était une unité blindée de la Gendarmerie nationale française implantée à Versailles-Satory entre 1933 et 1940.   
Basé à proximité de Paris, il constituait une réserve gouvernementale prévue pour les situations de crise où les forces classiques de maintien de l'ordre se révéleraient insuffisantes, mais le recours à l’armée, excessif.
Constitué de deux compagnies de chars et d'une compagnie d'automitrailleuses, le groupe, doté de matériels anciens, fut surtout utilisé pour la formation au combat blindé des personnels de la Gendarmerie et de l'Armée de terre. Il participait également aux missions habituelles de la garde républicaine mobile et notamment aux opérations de maintien de l'ordre et de police de la route. L'unité s'était également spécialisée dans les missions de sécurité (notamment les escortes). 
Initialement appelé Groupe spécial autonome de garde républicaine mobile, il fut rattaché en avril 1934 à la 1re légion de garde républicaine mobile et fut donc simplement rebaptisé Groupe spécial de garde républicaine mobile. 
À la déclaration de guerre, le groupe fournit une grande partie du personnel du 45e bataillon de chars de combat de la gendarmerie, unité blindée constituée de personnels de la Gendarmerie et de l'Armée de terre et qui s'illustra lors la Bataille de France.  
Après cette création, le groupe spécial retrouva son indépendance et son appellation de groupe spécial autonome, et devint le dépôt de guerre du 45e BCCG. Replié dans le sud-ouest, il fut finalement dissout le 1er septembre 1940.
Après la Libération, la Gendarmerie reconstitua dès novembre 1944 une unité blindée qui, après de nombreux changements d'appellation, est devenue depuis 1991 le Groupement blindé de gendarmerie mobile actuel.

## Missions, organisation et engagements

### Missions
Unité blindée entraînée pour le combat, le Groupe spécial remplit dans la pratique plusieurs types de missions :
- Missions communes à toutes les formations de la garde républicaine mobile :
  - maintien de l'ordre [7]
  - police de la route [8].
  - escortes et missions de sûreté : escortes judiciaires, missions de protection de sites etc. [9].
- Missions spécifiques au groupe spécial :
  - formation spécialisée à l'emploi des blindés pour les personnels de l'Armée de terre et de la Gendarmerie [10]
  - escorte et surveillance des matériels militaires nouveaux testés au camp de Satory [11].
  - escorte motocyclistes au profit de la Présidence de la République et du gouvernement [12]

### Organisation et moyens

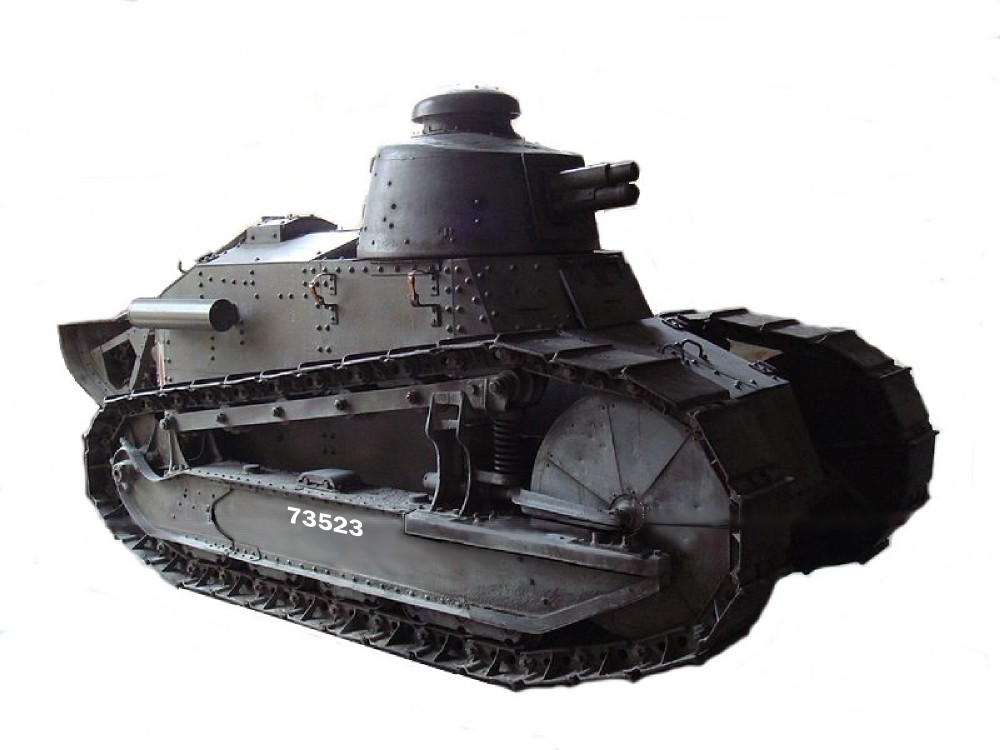
Char Renault FT

Autonome lors de sa création, puis placé à partir de 1934 sous les ordres du commandant de la 1re Légion de Garde républicaine mobile, le groupe spécial est composé comme suit: 
- état-major, comprenant une section de commandement et une section d'atelier;
- 1er compagnie de chars dotée de 18 chars Renault FT répartis en trois pelotons de six chars (quatre avec canon de 37 mm et deux avec mitrailleuse de 8 mm)[13],
- 2e compagnie de chars dotée de 18 chars Renault FT répartis en trois pelotons (même composition de ceux de la 1re compagnie),
- 3e compagnie d'automitrailleuses de combat, composée elle-même de 4 pelotons, et qui est successivement équipée d'automitrailleuses Panhard-Schneider P16, puis à partir de 1937, Citroën-Kégresse P28 et enfin, en 1938 White TBC[14].

Par ailleurs, le groupe et ses compagnies sont très largement dotés en moyens de transport : motoclyclettes, voitures, camions et camions porte-chars. Par exemple, en 1935, la 2e compagnie de chars dispose de 68 véhicules de tous types (chars, autos etc.) pour un effectif de 75 gardes.
Le groupe spécial de Satory met d'ailleurs également en œuvre à partir de 1935 un peloton de motocyclistes chargé d’assurer l’escorte du Président de la République et des hautes personnalités françaises et étrangères. Cette unité, qualifiée de peloton d'escorte présidentielle dans les documents du groupe, n'est pas organique mais est constituée de personnels prélevés ponctuellement dans les diverses compagnies de l'unité. Elle est l’ancêtre de l’actuel escadron motocycliste de la garde républicaine.

## Une unité particulière: le groupe spécial dans le contexte des années 1930

### Statut militaire, emploi militaire et policier
La création d'une unité blindée, au sein d'une force dont la mission est de maintenir l'ordre en reculant au maximum l'usage de la force peut apparaître paradoxale mais doit être analysée dans le contexte des années 1930 :
- Dotée d'une direction indépendante au sein du ministère de la Guerre depuis 1920, la Gendarmerie vient par un décret du 15 juillet 1933 d'être « rétrogradée » (du moins au yeux de certains), au niveau d'une Sous-direction au sein de la Direction du Contentieux, de la Justice militaire et de la Gendarmerie[16].
- Dans le même temps, un débat interne se produit au sein de l'arme entre ceux qui voient de plus en plus son avenir comme celui d'une force essentiellement policière et ceux qui, constatant que la Gendarmerie a été tenue à l'écart des combats pendant la Première Guerre mondiale, tiennent à la fois à affirmer son statut militaire, à restaurer sa capacité de force combattante et à explorer le potentiel des blindés apparus lors de ce conflit[17].
- La création du groupe spécial anticipe d'ailleurs sur un mouvement de remilitarisation de la Gendarmerie qui se produira à partir du milieu des années 1930, avec notamment l'attribution d'un rôle plus important pour la garde républicaine mobile dans la participation à la défense du territoire et à la formation des personnels de l'Armée de terre. Deux circulaires parues à ce sujet en 1935 traiteront respectivement de l'instruction militaire pour la gendarmerie départementale et pour la garde républicaine mobile[18]

### Rappel sur la Garde républicaine mobile
La garde républicaine mobile (GRM), créée par décret du 10 septembre 1926, est organisée comme une subdivision d'arme à part entière de la Gendarmerie en 1927. Elle est constituée de pelotons, compagnies, groupes (de compagnies) et légions.
Les pelotons sont à pied ou à cheval. Une compagnie groupe habituellement trois pelotons, qui ne sont pas nécessairement de même nature (par exemple un peloton à cheval et deux pelotons à pied), et ne sont pas tous nécessairement implantés dans la même ville (notamment en province). Certaines compagnies ne comptent que deux pelotons alors que d'autres en comptent jusqu'à cinq. Les pelotons sont requis individuellement pour les missions de maintien de l'ordre. Un groupe de compagnies compte habituellement trois ou quatre compagnies et une légion trois ou quatre groupes. En 1939, la GRM compte 14 légions, 54 groupes et 167 compagnies regroupant 285 pelotons à pied, 156 pelotons à cheval et 51 pelotons motocyclistes en métropole.

### Engagements du groupe spécial au maintien de l'ordre
En tant qu'unité de GRM, le groupe participe pleinement aux missions de maintien de l'ordre qui sont la raison d'être de cette subdivision, mais avec une particularité. En effet, alors qu'une compagnie "normale" de la GRM fournit autant de pelotons pour le maintien de l'ordre qu'elle compte de pelotons organiques (en général trois), une compagnie du groupe spécial, du fait de son effectif réduit et de ses nombreuses tâches d'entretien et de formation, ne peut fournir qu'un seul peloton de marche ,, constitué d'environ trente personnels prélevés dans l'ensemble de la compagnie. Ces pelotons de marche sont identifiés comme CC1, CC2 et CC3 (CC, qui veut dire, compagnie de chars est également utilisé pour le peloton fourni par la 3e compagnie, bien qu'elle soit équipée d'automitrailleuses).
Par ailleurs, l'unité ne sera jamais engagée dans une opération de maintien de l'ordre avec ses blindés. Ainsi, par exemple, lors des événements du 4 février 1934, le groupe est mis en alerte mais ne déploie pas ses blindés dans la capitale. 

### La mise en œuvre des blindés

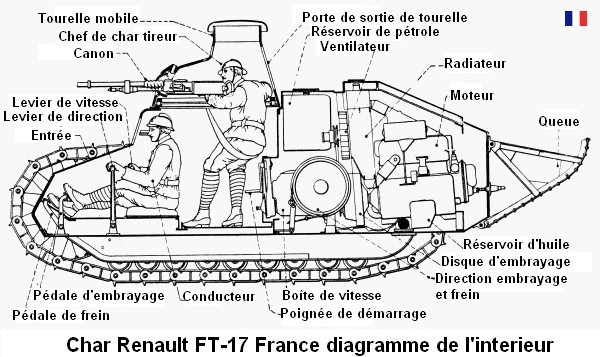
Char Renault FT-17 France diagramme intérieur

Le groupe spécial n'est pas la première - ni la seule - unité de la Gendarmerie à mettre en œuvre des blindés. En effet, la garde républicaine mobile (GRM) déploie dès 1931 deux chars et onze automitrailleuses en Corse pour y lutter contre le banditisme. Le Gendarmerie a par ailleurs suivi avec attention l'emploi de blindés au maintien de l'ordre en Allemagne, d'abord par l'Armée française lors de l'occupation de la Ruhr et de la Rhénanie (et notamment lors des grèves de 1923), puis par la police allemande (notamment lors des émeutes de Berlin en 1929).
L'emploi des blindés par le groupe spécial correspond donc au désir de la Gendarmerie de se doter de moyens extrêmes pour pouvoir élargir son spectre de missions, la priorité restant toutefois l'emploi de techniques de maintien de l'ordre permettant d'éviter la confrontation et les affrontements violents.
La mise en œuvre de blindés pour le maintien de l'ordre, et leur coordination avec les propres troupes - à pied ou cheval -  de la GRM constituent donc les deux premiers domaines dans lesquels le groupe spécial doit acquérir une expérience car aucun texte ne prévoit leur utilisation dans ce rôle. Les autres domaines sont le combat blindé et, à partir de 1935, la formation spécialisée dispensée aux personnels des formations blindées de l'Armée de terre.
Toutefois, le groupe est handicapé dans l'acquisition - et donc la transmission - de ces savoir-faire par de nombreux facteurs :
- l'âge - et la rapide obsolescence - de ses matériels. En particulier des chars FT, dont la conception remonte à 1916, et qui sont en outre beaucoup trop lents (moins de 7 km/h sur route[29]) pour pouvoir se déplacer de manière autonome et nécessitent donc des camions porte-chars. Par ailleurs, la mitrailleuse Hotchkiss en calibre 8 mm qui équipe certains des chars du groupe n'est plus utilisée par l'Armée de terre qui l'a remplacée par une nouvelle version de la même arme en calibre 7,5 mm[28].
- l'isolement doctrinal. La Gendarmerie fait partie de la 10e direction du ministère de la Guerre (Justice militaire, Contentieux et Gendarmerie). Le Groupe spécial ne reçoit donc pas officiellement les publications concernant les évolutions de la doctrine d'emploi des chars ou des automitrailleuses, qui sont produites respectivement par les directions de l'Infanterie et de la Cavalerie. Il doit donc compter sur les bonnes relations qui existent avec des unités de l'armée de terre basées à proximité pour combler cette lacune [30].
- La quasi-absence de périodes d'entraînement en camp en unité constituée. Des entraînements individuels ou par fraction d'unité ont bien lieu sur les champs de tir de Satory, Maisons-Laffitte ou Fontainebleau mais, entre 1934 et 1938, seule la deuxième compagnie de chars effectue un séjour en camp en unité constituée en 1938[31].

## La Seconde Guerre mondiale et le45eBCCG

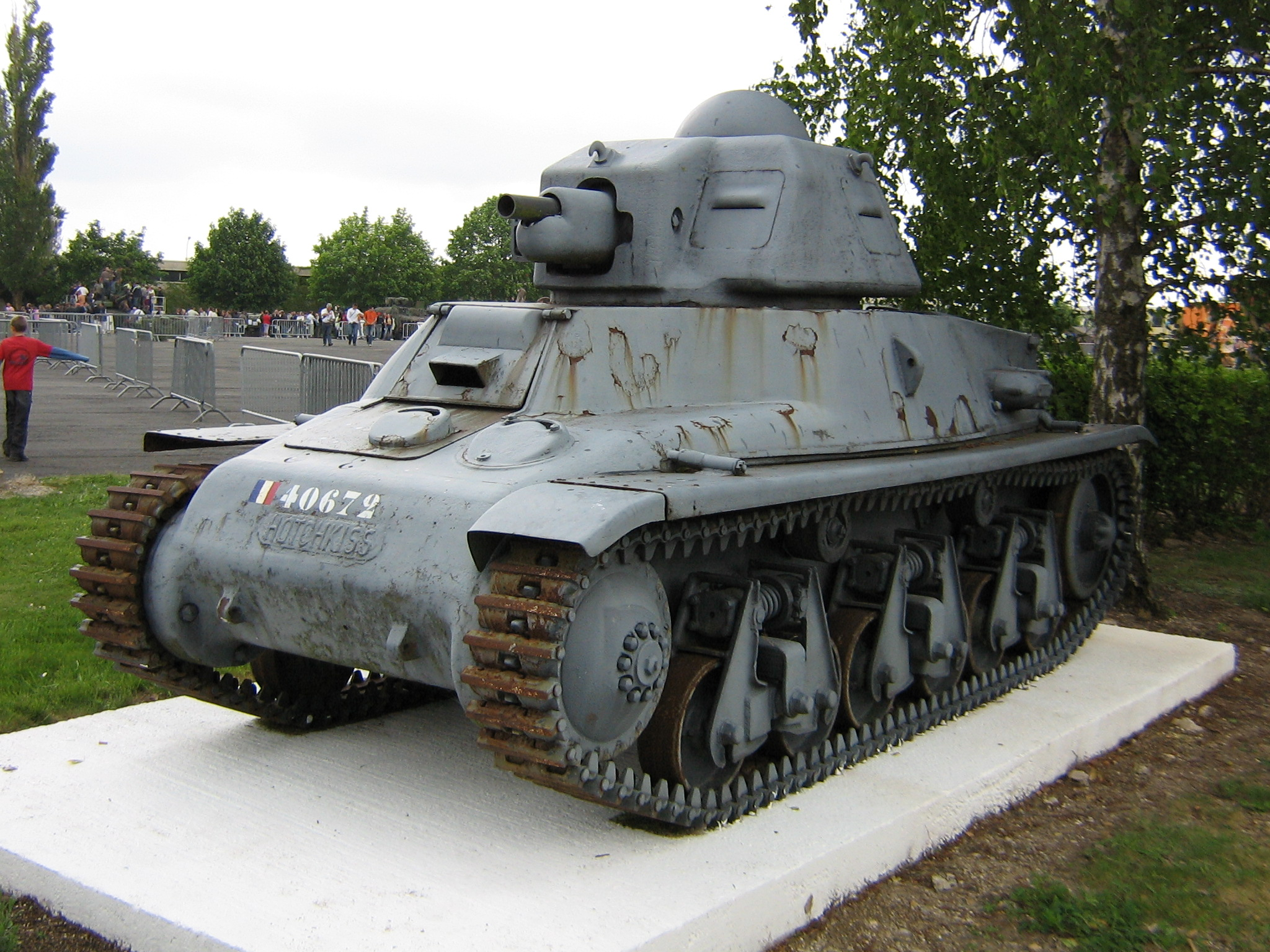
Char Hotchkiss H-39 au camp de Mourmelon

Lors de la mobilisation, de nombreux officiers, gradés et gendarmes ou gardes rejoignirent les formations de l'armée de terre. Mais comme aucune formation de la gendarmerie n'avait combattu en unité constituée pendant la Première Guerre mondiale, la Gendarmerie souhaite voir créer une unité combattante formée de ses personnels et combattant sous son drapeau.
Afin de ne pas désorganiser davantage les formations de la GRM, il est décidé de faire appel à du personnel de l'arme mais en les complétant avec des effectifs de l'armée de terre (principalement) pour les fonctions de support technique qui sont assurés par la compagnie d'échelon). 
Le 13 novembre 1939, la Gendarmerie active le 45e bataillon de chars de combat de la gendarmerie (45e BCCG), unité créée sous le commandement du chef d'escadron de gendarmerie Bézanger à partir du Groupe spécial de Satory. Le 45e bataillon est constitué de personnels volontaires en provenance de la GRM, de la GRP (Garde républicaine de Paris) et de la gendarmerie départementale, complétés par des personnels de l'armée de terre, notamment du 505e régiment de chars de combat de Vannes.
Équipée de chars légers Hotchkiss H39, l'unité, qui compte trois compagnies de chars et une compagnie d'échelon, sera engagée dans les Ardennes au sein de la 3e division cuirassée à Sy et Stonne et Tannay, perdant 30 tués, 4 disparus et 59 blessés en 37 jours de combat. Le 45e BCCG sera cité à l'ordre de l'armée.
Comme de très nombreuses unités blindées françaises en 1940, le bataillon n'a reçu ses chars que très tardivement. En fait il n'est entièrement équipé qu'en avril 1940 pour être engagé dès le mois de mai, un délai dérisoire pour l'entrainement d'une unité blindée, mais qui témoigne du niveau de qualification élevé atteint par les personnels du groupe spécial.  
Le 19 janvier 1971, deux quartiers du camp de Satory seront baptisés en l'honneur du capitaine Louis Delpal et de l'adjudant-chef Moïse Guichard, tombés lors des combats de 1940. De nos jours, le Groupement blindé de gendarmerie mobile (GBGM), qui est le successeur et l'héritier du groupe spécial, perpétue également le souvenir du 45e BCCG dans sa salle de traditions à Satory.

## L'héritage du Groupe spécial: les blindés dans la Gendarmerie depuis la guerre

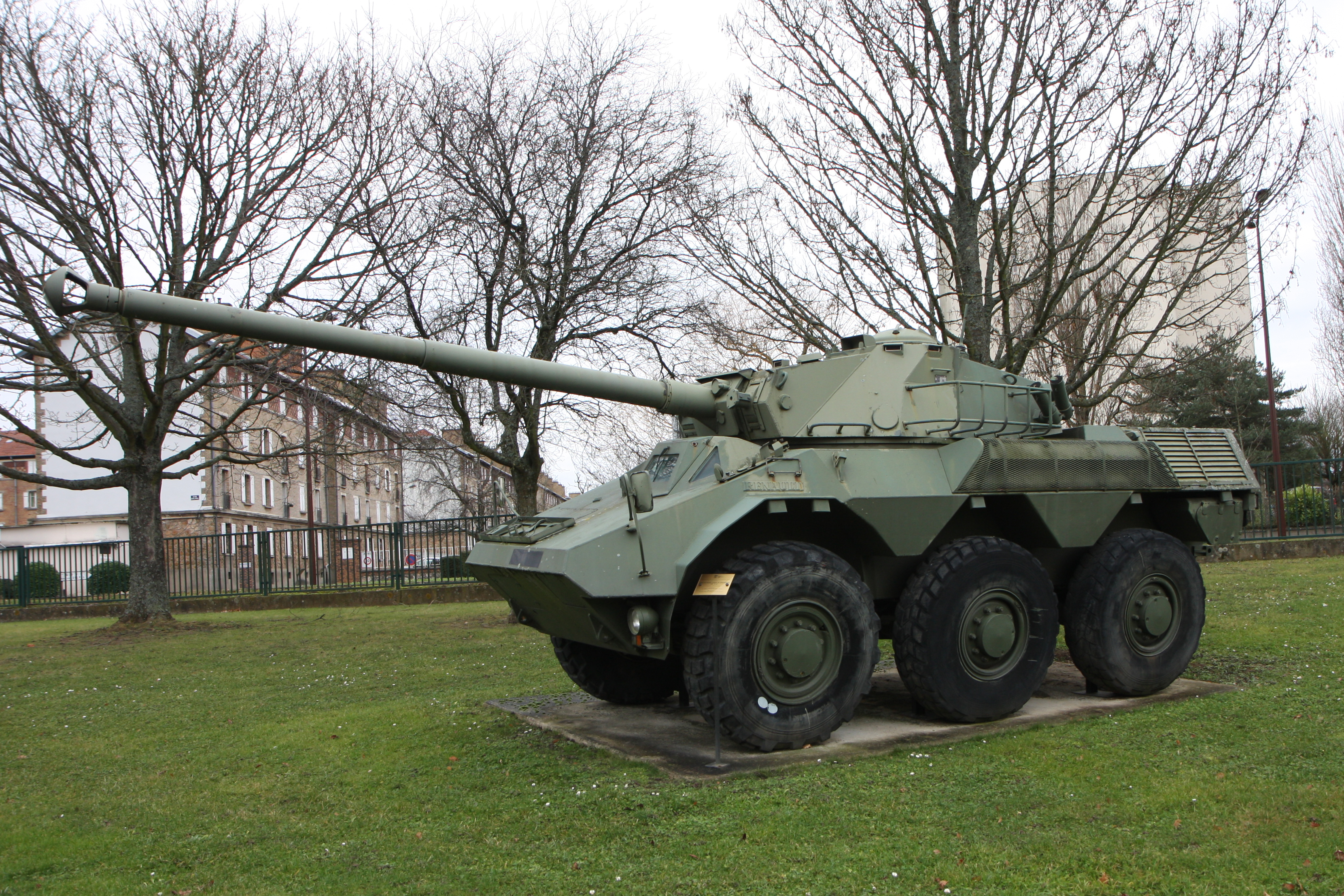
Blindé VBC-90 utilisé jusqu'en 2004

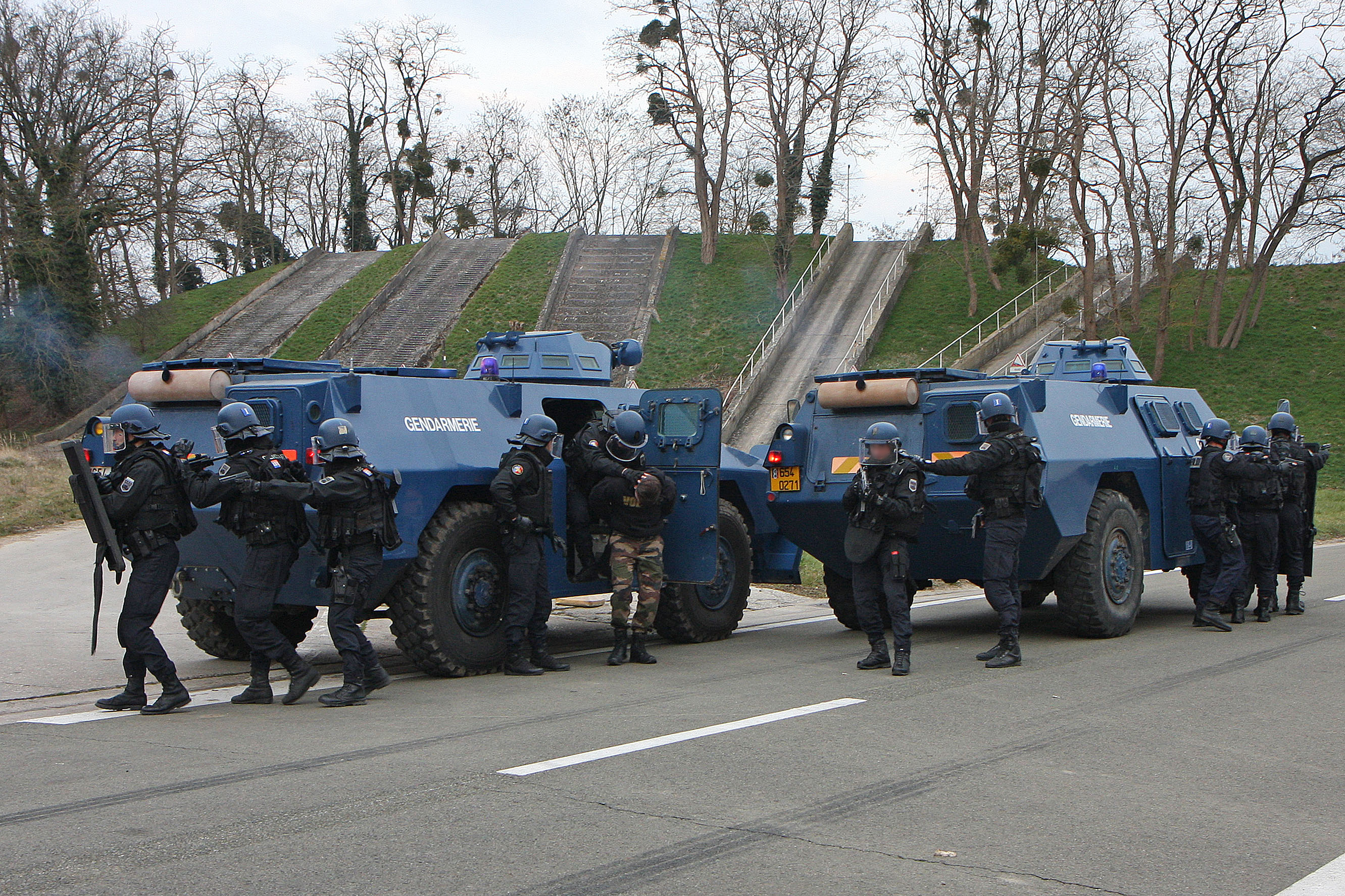
Exercice de maintien de l'ordre avec VBRG au GBGM

Après la Libération, la Gendarmerie reconstitue dès novembre 1944 une unité blindée qui, après de nombreux changements d'appellation, est devenue depuis 1991 le Groupement blindé de gendarmerie mobile actuel.
Lors de l'armistice, la Garde républicaine mobile est dissoute et une partie de ses personnels est transférée dans La Garde, qui est séparée de la gendarmerie et rattachée à l'Armée d'armistice. Rattachée à la Gendarmerie nationale à la Libération sous le nom de Garde républicaine elle est rebaptisée gendarmerie mobile en 1954. Cette subdivision reçoit jusqu'au début des années 2000 une double dotation de véhicules : véhicules bleus pour le maintien de l'ordre à partir de 1956 et véhicules kaki (y compris véhicules blindés) pour les missions de combat, de rétablissement de l'ordre en situation insurrectionnelle ou de défense opérationnelle du territoire. Ces matériels sont mis en œuvre par le groupe blindé de Satory et par certains escadrons dits mixtes qui sont implantés en province (ils comportent seulement un peloton blindé équipé soit de chars, soit d'automitrailleuses ou de half-tracks et deux pelotons portés sur camionnettes tactiques). À partir de 1974, le half-track est remplacé par un véhicule blindé prévu exclusivement pour le maintien de l'ordre : le Berliet VXB 170 ou Véhicule Blindé à roues de la Gendarmerie (VBRG). Progressivement, avec la fin de la guerre froide, la Gendarmerie abandonne les missions de combat et retire progressivement tous ses blindés kaki pour ne plus mettre en œuvre que le VBRG (elle a néanmoins acquis auprès de l'Armée de terre quelques véhicules de l'avant blindés (VAB) pour les opérations en Afghanistan. Ces véhicules ont été rapatriés à Satory et certains ont été acheminés en Nouvelle-Calédonie).
Avec le retrait des véhicules blindés de combat, la Gendarmerie centralise ses moyens blindés au sein du GBGM à Satory, au Centre national d'entraînement des forces de gendarmerie de Saint Astier et dans les départements et territoires d'outre-mer.  
Le GBGM actuel, même si son rôle de force blindée s'est réduit aux missions de maintien de l'ordre, a vu son statut de force de réserve gouvernementale pérennisé et s'est vu doter de moyens spécialisés dont il fait bénéficier les autres formations de la Gendarmerie ou du ministère de l'Intérieur (lutte NRBC, collecte d'information par moyens vidéos, traitement de situations sensibles avec personnes retranchées etc.). 
Il faut par ailleurs noter que certaines unités n'appartenant pas au groupement blindé - notamment le Groupe d'intervention de la Gendarmerie nationale (GIGN) et ses antennes - mettent également en œuvre des véhicules blindés pour certaines missions de sécurité et de protection. Mais il s'agit principalement de matériel d'origine civile et donc ne présentant ni l'aspect dissuasif recherché lors des opérations de maintien de l'ordre ni les capacités militaires (franchissement, etc.) nécessaires lors de situations de combat ou de crise grave.

## Chronologie du groupe spécial
- 15 mai 1933 : mise sur pied des premiers éléments (état-major et probablement 1re compagnie) du Groupe spécial autonome de la Garde républicaine mobile - provisoirement administré par la 1ère légion de garde républicaine mobile
- 1er octobre 1933 : formation de la 2e compagnie de chars - composée de 3 pelotons
- 10 octobre 1933 : formation de la 3e compagnie d'automitrailleuses de combat - composée de 4 pelotons
- 1er avril 1934 : le groupe change d'appellation et devient le Groupe spécial de Garde républicaine mobile. Passe sous le commandement de la 1ère légion de garde républicaine mobile
- 1er avril 1940 : le groupe, qui était passé brièvement de la 1re à la 21e légion de GRM, reprend son indépendance et son appellation redevient Groupe spécial autonome de la garde républicaine mobile. Il devient le dépôt de guerre du 45e BCCG, qui lui est administrativement rattaché.
- 5 juillet 1940 : le groupe spécial autonome est replié à Manzac-sur-Vern (Dordogne)
- 4 août 1940 : le groupe spécial autonome est replié à Limoges.
- 1er septembre 1940 : Dissolution du groupe spécial autonome. Ses personnels sont répartis entre les 2e, 7e, 10e et 14e escadrons motocyclistes des légions de garde républicaine mobile du Sud et du Centre implantées respectivement à Toulouse et Riom.

## Dénominations et chefs de corps

### Dénominations
Lors de sa création, le groupe spécial, bien qu'administré par la première Légion de garde républicaine mobile, n'en fait pas partie organiquement, d'où l'adjectif autonome dans son appellation. À partir de 1934, le groupe spécial est rattaché officiellement à la première légion de Montrouge et l'adjectif « autonome » disparaît. Après la formation du 45e bataillon, le groupe spécial, qui est détaché de sa légion d'appartenance, devient le dépôt de guerre de la nouvelle formation et redevient Groupe spécial autonome.

### Chefs de corps
- Groupe Spécial Autonome de Garde républicaine mobile (1933-1934)
  - 1933-34 Lieutenant-colonel Piquet
- Groupe Spécial de Garde républicaine mobile (1934-1940)
  - 1934-35 Lieutenant-colonel Lavit
  - 1936-37 Lieutenant-colonel Durand
  - 1938-40 Lieutenant-colonel Barrière
- Groupe spécial autonome de Garde républicaine mobile (1940)
  - 1940 Colonel Barrière [39]

Le 45e Bataillon de Chars, qui était donc une unité distincte, constituée avec des personnels provenant notamment du groupe spécial et du 505e régiment de chars de l'armée de terre, était commandé en 1939-40 par le Chef d'escadron Martial Bézanger.